# Псевдоним
Псевдоним („лъжливо име“: от гръцки: ψευδής – лъжлив, от гръцки: όνυμα – име) е вид антропоним (име на човек), измислено име, използвано от някого като алтернатива на неговото официално име.
Ползват се най-често от писатели, музиканти, терористи и други. Към псевдоними се прибягва по различни причини:
- стремеж към съкращаване на твърде дълго име;
- стремеж към разграничаване от други лица;
- стремеж към скриване на произход;
- стремеж към „говорещо“ име;
- необходимост от общо име на колектив.

## Примери
Писатели
- Ален Боске (Анатол Биск)
- Ален Мак (Иван Сокачев)
- Анна Ахматова (Анна Горенко)
- Валери Петров (Валери Меворах)
- Волтер (Франсоа-Мари Аруе)
- Георгиос Сеферис (Георгиос Сефериадис)
- Джордж Оруел (Ерик Артър Блеър)
- Елин Пелин (Димитър Стоянов)
- Елисавета Багряна (Елисавета Белчева)
- Иван Теофилов (Иван Свежин)
- Лотреамон (Изидор Люсиен Дюкас)
- Луис Карол (Чарлз Доджсън)
- Марк Твен (Самюъл Клемънс)
- Мая Анджелоу (Маргарит Джонсън)
- Мишел дьо Гелдерод (Адемар Адолф Луи Мартенс)
- Николай Лилиев (Николай Попиванов)
- Одисеас Елитис (Одисеас Алепуделис)
- Ран Босилек (Генчо Негенцов)
- Стендал (Мари Анри Бейл)
- Тони Морисън (Клоуи Уофорд)
- Франко Неро (Франческо Спаранеро)
- Христо Смирненски (Христо Измирлиев)
- Христо Ясенов (Христо Туджаров)
- Цанко Церковски (Цанко Бакалов)
- Шандор Петьофи (Александър Петрович)
- Яна Язова (Люба Ганчева)
- Янка Купала (Иван Луцевич)

Дейци на изкуството
- Вангелис (Евангелис Папатанасиу)
- Джими Поп (Джеймс Мойен Франкс)
- Джон Пол Джоунс (Джон Болдуин)
- Джон Уейн (Мериън Морисън)
- Елена Николай (Стоянка Николова)
- Леон Бакст (Лев Розенберг)
- Литъл Уолтър (Мариън Уолтър Якобс)
- Марк Шагал (Мойше Шагалов)
- Мистер Сенко (Евстати Карайончев)
- Мъди Уотърс (Маккинли Морганфилд)
- Ник Дим Кос (Никола Коцев)
- Фернандо Рей (Фернандо Касадо Д'Арамбийет)

Революционери
- Васил Левски (Васил Кунчев)
- Владимир Ленин (Владимир Улянов)
- Вячеслав Молотов (Вячеслав Скрябин)
- Йосиф Сталин (Йосиф Джугашвили)
- Лев Троцки (Лев Бронщейн)
- Михаил Бородин (Михаил Грюценберг)
- Панчо Виля (Хосе Доротео Аранго Арамула)
- Че Гевара (Ернесто Рафаел Гевара де ла Серна)

Престъпници
- Джак Изкормвача (?)